# Тьерри, Мелани
Мелани́ Тьерри́ (фр. Mélanie Thierry; род. 17 июля 1981, Сен-Жермен-ан-Ле, Франция) — французская актриса, получившая всемирную известность после роли в фильме «Вавилон нашей эры».

## Биография
Мелани Тьерри начала карьеру модели в раннем возрасте. Затем начала сниматься во французских фильмах, не получивших известности за пределами страны. В возрасте 17 лет Мелани сыграла роль девушки в фильме «Легенда о пианисте». Её первым голливудским фильмом стал фантастический боевик «Вавилон нашей эры», в котором Мелани сыграла Аврору. За главную роль в парижской постановке пьесы Теннесси Уильямса «Куколка» (Baby Doll) Тьерри номинировалась в 2009 году на премию Мольера.
В 2010 году Мелани стала лицом рекламной кампании духов «Belle d’Opium» — новой версии аромата от «Yves Saint Laurent». В рекламном ролике она исполнила чувственный танец, поставленный хореографом Акрамом Ханом.
С 2002 года Тьерри состоит в фактическом браке с певцом и актёром Рафаэлем Арошем (родился в 1975). У пары есть три сына — Роман (родился 24 мая 2008), Алёша (родился 31 декабря 2013) и ещё один сын, родившийся в 2024 году.

## Фильмография
| Год  | Русское название          | Оригинальное название                 | Роль                  |
| ---- | ------------------------- | ------------------------------------- | --------------------- |
| 1996 | Американский              | L’amerloque                           | Генриетта             |
| 1998 | Легенда о пианисте        | La leggenda del pianista sull’oceano  | девушка               |
| 1999 | Квазимодо                 | Quasimodo d’El Paris                  | Агнес / Эсмеральда    |
| 2000 | Закон противоположностей  | Canone Inverso                        | Софи Леви             |
| 2001 | 15 августа                | 15 août                               | Джули                 |
| 2002 | Жожо-картошка             | Jojo La Frite                         | Камилла               |
| 2003 | Последний король          | Charles II: The Power and The Passion | Луиза Рене де Керуаль |
| 2007 | Плутоний-239              | Pu-239                                | Оксана                |
| 2007 | Крисалис                  | Chrysalis                             | Манон                 |
| 2008 | Вавилон нашей эры         | Babylon A.D.                          | Аврора                |
| 2008 | Ларго Винч: Начало        | Largo Winch                           | Леа / Наоми           |
| 2009 | На посошок                | Le Dernier pour la route              | Магали                |
| 2010 | Принцесса де Монпансье    | La Princesse de Montpensier           | Мари де Монпансье     |
| 2012 | Я стану лучше             | Ombline                               | Омблина               |
| 2012 | Как братья                | Comme des frères                      | Чарли                 |
| 2012 | Генрих V                  | Henry V (The Hollow Crown)            | Екатерина Валуа       |
| 2011 | Неоконченный роман        | Impardonnables                        | Алиса                 |
| 2013 | Другая жизнь Ришара Кемпа | L’Autre Vie de Richard Kemp           | Hélène Batistelli     |
| 2013 | Теорема Зеро              | The Zero Theorem                      | Бэйнсли               |
| 2015 | Царство Красоты           | Le règne de la beauté                 | Стефани               |
| 2015 | Идеальный день            | A Perfect Day                         | Софи                  |
| 2015 | Я не сволочь              | Je ne suis pas un salaud              | Карин                 |
| 2016 | Танцовщица                | La danseuse                           | Габриель              |
| 2017 | До свидания там, наверху  | Au revoir là-haut                     | Полин                 |
| 2017 | Боль                      | La Douleur                            | Маргерит Дюрас        |
| 2018 | Ветер перемен             | Le vent tourne                        | Полин                 |
| 2020 | Пятеро одной крови        | Da 5 Bloods                           | Эди                   |
| 2023 | Остров изгоев             | Soudain seuls                         | Лаура                 |
| 2023 | Бал сумасшедших           | Captives                              | Фанни                 |